# Genius (folyóirat)
Genius havonta megjelenő irodalmi folyóirat Aradon 1924 januárja és augusztusa között.

## A folyóirat bemutatása
A Kölcsey Egyesület támogatásával megjelenő lap főszerkesztője Franyó Zoltán, felelős szerkesztő Nagy Dániel, igazgató Zala Béla. Programját kifejezi több nyelven is megfogalmazott alcíme: „Az egyetemes kultúra folyóirata”. A humanizmus és az európai avantgárd áramlatok hatották át közleményeit, feladatának vállalta, hogy kora szellemi mozgalmainak legjavát eljuttassa a romániai magyarsághoz. A Nyugat eredeti törekvéseit vallotta magáénak, munkatársai közt ott találjuk a századelő modern magyar irodalmának kimagasló képviselőit. Az egyetemes emberi kultúra ismertetésében és terjesztésében nagy szerepet játszottak kitűnően szerkesztett szemlerovatai. Gazdag információs anyagával és szépirodalmi fordításaival felhívta a figyelmet az emberi alkotószellem korszerű megnyilatkozásaira, szóhoz juttatva a korabeli jelentősebb irányzatok képviselőit, amennyi¬ben azok a kultúra egyetemessége mellett foglaltak állást. A világirodalomból Hugo von Hofmannsthal, Li Taj-Po, Paul Verlaine, W. B. Yeats verseiből, Pirandello elbeszéléseiből, Ivan Goll, Walter Hasenclever tanulmányaiból találunk a lapban fordításokat. Következetes érdeklődést tanúsított a román kultúra és irodalom iránt. A román költők közül Lucian Blaga, Alfred Moșoiu, Al. A. Philippide, az esszéírók közül Perpessicius (Dumitru S. Panaitescu) írásait tolmácsolja a lap.
Bár szellemi vezetője, Franyó Zoltán az egyetemesség szempontjából elvileg tagadta az erdélyi magyar irodalom létét és jogosultságát — szerinte Erdélyben csupán magyar írók tevékenykednek, de nincsen erdélyi irodalom —, folyóirata gyakorlatilag egyik gyűjtőpontja a kezdeti romániai magyar irodalomnak. Fórumot biztosított a különböző hazai irányzatok képviselőinek, és mintegy 25 hazai magyar író művét adta közre, köztük volt Bartalis János, Becski Irén, Berde Mária, Endre Károly, Fekete Tivadar, Gulácsy Irén, Olosz Lajos, Ormos Iván, Salamon László, Szentimrei Jenő, Tompa László verssel, Nagy Dániel, Szántó György elbeszéléssel, Asztalos Sándor, Dienes László, Molter Károly recenziókkal. A lap jórészt együtt lélegzett a romániai magyar irodalom egészével, noha számos kérdésben véleménye nem egyezett a hangadó irodalmi körökével. Itt jelent meg Fábry Zoltán híressé vált Emberirodalom című írása is.

## További irodalom
- Sőni Pál: Avantgarde-sugárzás. Modern törekvések a romániai magyar irodalomban. 1973. 23–29. A lapcím Genius helyett tévesen szerepel mint “Geniusz”.
- Genius–Új Genius 1924–1925. Antológia. Összeállította, a bevezető tanulmányt írta és jegyzetekkel ellátta Kovács János, a lap teljes repertóriumát közli Seidner Imre.
- Mandics György: Genius–Új Genius. Igaz Szó, 1976/8.
- Kántor Lajos: A Genius-legenda és a Genius. Utunk, 1976/45; újraközölve Korunk: avantgarde és népiség. Budapest, 1980. 17–32.